# Muhammad Sah Kayar
Muhammad Sah Kayar, nacido con el nombre de Muhammad Mirza (persa: محمد شاه قاجار enero de 1808–5 de septiembre de 1848) fue un sah de Persia perteneciente a la  dinastía kayar.

## Subida al trono
Muhammad Sah era hijo del príncipe heredero y gobernador de Azerbaiyán. Abbas Mirza, Abbas Mirza, a pesar de ser uno de los hijos más jóvenes del rey Fath Alí Sah, era el elegido para sucederle  como sah. Tras su muerte, Fat′h-Ali eligió a Muhammad como heredero. A la muerte del Sah, Ali Mirza, uno de sus hijos, trató de hacerse con el trono, oponiéndose a Muhammad. Su gobierno duró unos cuarenta días, siendo depuesto por Mirza Abolghasem Ghaem Magham Farahani, un político, científico y poeta.

## Reinado
Ali fue perdonado por Muhammad, que se convirtió en Sah. Un partidario de Muhammad, Khosrow Khan Gorji, fue galardonado con el cargo de gobernador de Isfahán, mientras que Farahani fue honrado con el cargo de canciller de Persia por el Shah en el momento de su toma de posesión. En 1835, sin embargo, Farahani fue traicionado y ejecutado por orden del Shah, a instancias de Hayy Mirza Aghasi, que se convertiría en su nuevo canciller, permaneciendo en el cargo durante todo el reinado de Muhammad e influyendo grandemente en sus políticas. Una de sus esposas, Malek Jahan Khanom, Mahd-e Olia, más tarde se convirtió en una gran influencia en su hijo y sucesor.
Intentó capturar Herat dos veces. Para tratar de derrotar a los británicos, envió un oficial a la corte de Luis Felipe de Francia. En 1839, dos instructores militares franceses llegaron a Tabriz para ayudarlo. Sin embargo, ambos intentos de capturar la ciudad no tuvieron éxito. (Asedio de Herat (1838)).
Hacia el final de su breve reinado, los funcionarios británicos solicitaron un Firmán o un decreto contra la trata de esclavos. En 1846, el Foreign Office británico envió a Justin Sheil a Persia para negociar con el Shah sobre la trata de esclavos. Al principio, el Sha se negó a limitar la esclavitud o el tráfico de esclavos con el argumento de que el Corán no lo prohibía y que no podía prohibir algo que el Corán consideraba legal. Además, el Sha afirmó que prohibir el comercio de esclavos reduciría los conversos al islam. Sin embargo, en 1848, Mohammad Shah hizo una pequeña concesión y emitió un firmán que prohibía el comercio marítimo de esclavos.
Murió a los 40 años de gota en el Palacio Mohammadieh, que ahora se llama Bagh-e Ferdows.

## Tendencias culturales
Mohammad cayó bajo la influencia de Rusia e intentó hacer reformas para modernizarse y aumentar el contacto con Occidente. Este trabajo fue continuado por su sucesor, Nasereddín Sah Kayar, durante el periodo de su primer primer ministro Amir Kabir. Estos esfuerzos para modernizar el país despertaron un gran interés en la fotografía. Otras obras de arte durante este tiempo incluyen una serie de pinturas de pequeña escala en laca.
Durante el reinado de Muhammad, el movimiento religioso del Babismo comenzó a florecer por primera vez. El símbolo persa de El León y el Sol y un fondo rojo, blanco y verde se convirtió en la bandera en este momento.